# Ohnivé léto
Ohnivé léto je český film režiséra Františka Čápa a Václava Kršky z roku 1939.
Film vznikl na námět Krškova románu Odcházeti s podzimem.

## Obsazení
| Václav Sova        | Julio                            |
| Otýlie Beníšková   | Juliova teta                     |
| Lída Baarová       | Rosa, dcera tety                 |
| Svatopluk Beneš    | student Šimon                    |
| Antonie Nedošinská | chůva Paulina                    |
| Zorka Janů         | Červená Klárka                   |
| Josef Stadler      | zahradník Petr                   |
| Jaroslav Liška     | Střevlík, Petrův kamarád         |
| František Roland   | starý převozník, Klárčin dědeček |
| Jan W. Speerger    | železničář                       |
| Bohdan Lachman     | komorník                         |
| Karel Černý        | mladík skákající do vody         |
| Jiřina Šejbalová   | komentář (hlas)                  |

## Tvůrci
- Lucernafilm uvádí
- Lída Baarová v písni mládí a lásky
- "Ohnivé léto"
- Námět: Václav Krška román Odcházeti s podzimem
- Texty písní: Kimi Walló
- Scenario a režie: František Čáp, Václav Krška
- Fotografie: Karel Degl
- Hudba: Jiří Srnka
- Stavby: Jan Zázvorka
- Zvuk: František Šindelář, Stanislav Vondraš
- System: Tobis-Klangfilm
- Asistent režie: Rudolf Stahl
- Strih: Antonín Zelenka
- Lída Baarová zpívá píseň Ohnivého léta nadeskách Ultraphon
- Vyrobily a zadávaje: AB
- Akefilm továrny: Praha-Barrandov

## Děj
Julio (Václav Sova) se po letech studií vrací do rodného domu, aby se zde opět setkal se svou starou chůvou (Antonie Nedošínská), přítelem z dětství Petrem a krásnou sestřenkou Rosou (Lída Baarová), která ho svým koketním jednáním přitahuje i děsí zároveň. Rosa tak ve skutečnosti jedná na protest proti své matce - Juliově tetě -, jež svou odtažitostí a chladem trápí své nejbližší. Rosa i Julio mají přísný zákaz setkávat se s obyčejnými lidmi z vesnice, což je odsuzuje k životu v osamělosti. Julio však zákaz rychle poruší, když se seznámí s Petrovou milou, přezdívanou Červená Klárka (Zorka Janů), do níž se tajně zamiluje. Zvrat přichází ve chvíli, kdy se do vesnice za bouřky dostane zraněný mladík Šimon (Svatopluk Beneš). Během rekonvalescence se sblíží s Petrem, Juliem a Klárkou, a ta se do něj beznadějně zamiluje. Šimon v ní však vidí jen malé devčáko - sám je fascinován Rosou, kterou jednoho dne náhodně překvapí při koupeli, a se kterou sdílí lásku pro hudbu i vychování. Rosa jeho city opětuje a chystá se odejít od matky. Červená Klárka se však o jejich lásce dozví a v beznaději se vrhá z útesu do vody. Petr se pokouší ji zachránit - sám ale utone v hlubinách. Klárku nakonec zachrání Julio. Šimon se cítí vinen z celého neštěstí a odchází. Zůstává však s Rosou, když se dozví, že s ním čeká dítě.

## Zajímavosti
V tomto filmu si Lída Baarová zahrála po boku své vlastní sestry, teprve sedmnáctileté Zorky Janů. Ve filmu zazní několik písní, z toho píseň "Milujem to, co ztrácíme" zpívá sama Baarová.
Film také proslul scénou, ve které Lída Baarová při koupání nechtěně odhalí ňadra.